# Campo Durán (buque)
El Campo Durán fue un petrolero construido en Italia en la década de 1970. Sirvió en la flota de la petrolera argentina Yacimientos Petrolíferos Fiscales.

## Historia
El Campo Durán integró el Grupo de Tareas 79.1 de la Flota de Mar de la Armada Argentina, que estaba liderado por el portaaviones ARA Veinticinco de Mayo.
En 1993 la Argentina adjudicó el buque a la Naviera Sur Petrolera S. A..
En el 2000 se lo vendió a la Mangrovia Shipping Co., y se le impuso el nombre Alderamine. Pasó a tener bandera de Italia.
En el 2001 se lo renombró Aldera, pasó a bandera de San Vicente y las Granadinas. En el mismo año pasó ser Era y adoptó la bandera de Camboya.
En el 2002 el buque fue desguazado en Alang, India.